# Ann Hasekamp
Ann Elizabeth Hasekamp (Voorburg, 25 december 1926 — Amsterdam, 22 september 2009) was een Nederlands actrice. Zij speelde theaterrollen, maar acteerde ook in films en tv-series.

## Biografie
Hasekamp was te zien in verschillende Nederlandse films en tv-reeksen. In 1956 in een promotiefilm voor de Rotterdamse haven: "Drie dagen met Monica". Zij speelde onder meer in de speelfilms De Anna (1983), De zondagsjongen (1992), De flat (1994) en  De Tasjesdief (1995) en in de tv-reeks Het Zonnetje in Huis. Tussen 1992 en 1993 speelde Hasekamp de terugkerende rol van Margriet Prins in de RTL-komedie Niemand de deur uit!. Ook stond ze regelmatig voor toneelstukken op de planken onder meer bij het Rotterdams Toneel en Toneelgroep Amsterdam. In 1971 kreeg zij de Colombina-prijs. 
Hasekamp was de tweede echtgenote van de acteur Ton Lutz, die bijna een half jaar vóór haar overleed. Eerder was zij getrouwd met de regisseur Peter Holland.